# Нидерштадтфельд
Нидерштадтфельд (нем. Niederstadtfeld) — община в Германии, в земле Рейнланд-Пфальц. 
Входит в состав района Вульканайфель. Подчиняется управлению Даун.  Население составляет 457 человек (на 31 декабря 2010 года). Занимает площадь 9,13 км².